# Ochotona alpina
Il pica alpino o pica dell'Altaj (Ochotona (Pika) alpina Pallas, 1773) è un mammifero lagomorfo appartenente alla famiglia Ochotonidae.

## Descrizione

### Dimensioni

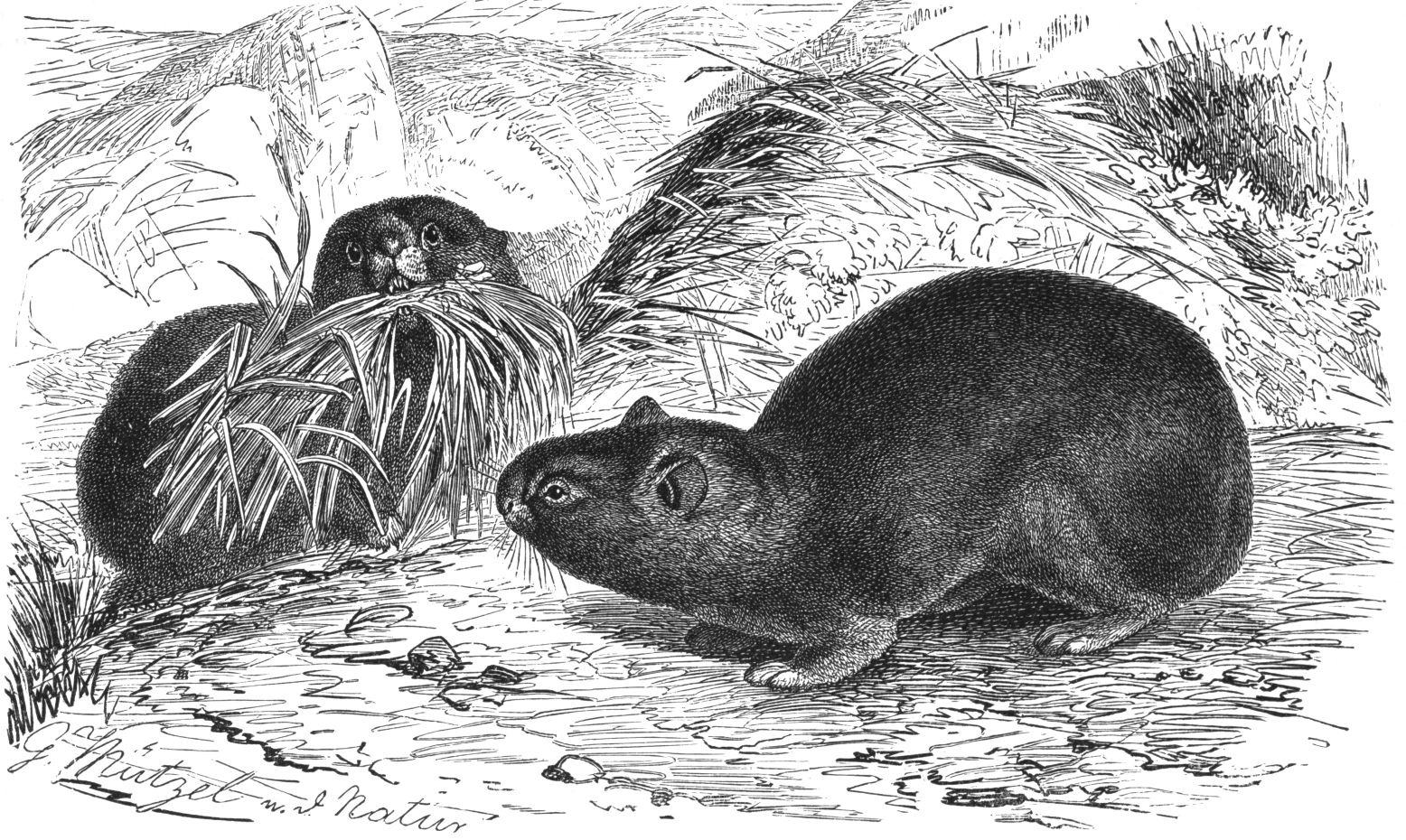
Pica alpino in un'illustrazione

Misura circa 25 cm di lunghezza, per un peso di 240-260 g.

### Aspetto
Il pelo è corto e folto, di colore giallo-rossiccio screziato di nero sul dorso, rosso ruggine su fianchi e gola, mentre ventre e zampe sono di color giallo ocra.

La corporatura è tozza e massiccia, con una grossa testa e piccole orecchie semicircolari. Le zampe sono corte e forti, con dita ben distanziate fra loro, mentre la coda è ridotta a un misero moncherino.

## Biologia
Si tratta di animali dalle abitudini prettamente diurne: in particolare, presentano picchi di attività durante le prime ore di luce del mattino ed al crepuscolo, mentre durante le ore centrali della giornata, quando la temperatura è relativamente più elevata, cercano riparo e frescura restando nella tana, che consiste in una semplice buca scavata nel terreno od ottenuta mediante l'allargamento di uno spazio fra rocce.

Di mattina, un animale (solitamente il maschio) si pone su una roccia sopraelevata, dalla quale può avere una buona visuale del proprio territorio (che generalmente si estende per qualche centinaio di metri di raggio a partire dalla tana), mentre gli altri membri del gruppo (generalmente la femmina ed i cuccioli già svezzati) raccolgono il cibo sia per nutrire sé stessi, sia per ammassarlo in caratteristiche "balle" al fine di essiccarlo per usufruirne durante l'inverno. Eventuali predatori avvistati dalla vedetta (che approfitta della posizione privilegiata per crogiolarsi al sole, senza mai peraltro abbassare la guardia), così come gli intrusi che si trovino a varcare il confine del territorio, vengono segnalati con un lungo ed acuto fischio, che consente agli altri membri del gruppo di correre al riparo o di scacciare l'intruso.

### Alimentazione
I pica alpini sono animali erbivori: si nutrono prevalentemente di piante erbacee, delle quali mangiano tutte le parti, tuttavia nei periodi di magra mangiano praticamente qualsiasi materiale di origine vegetale, dai licheni alla corteccia d'albero.

Qualora la riserva di cibo secco venga ad esaurirsi prima della fine dell'inverno, ad esempio a causa di qualche furto da parte di altri esemplari o di nidiate particolarmente numerose, gli animali sono costretti, non andando in letargo, a pericolose sortite all'esterno per procacciarsi di che sostentarsi: spesso, in queste occasioni, i vari esemplari scavano dei tunnel sotto la coltre nevosa, per sfuggire agli occhi dei predatori. Tuttavia, le volpi, col loro udito fine, sono in grado di intercettarli e catturarli saltando violentemente sulla neve e facendo cedere le pareti dei tunnel sull'animale.

### Riproduzione
La stagione riproduttiva di questi animali coincide col periodo caldo: la femmina ha una gestazione di un mese circa, e lo stesso periodo occorre ai piccoli per essere svezzati. In tal modo, la femmina può allontanare i piccoli dal nido giusto in tempo per partorire nuovamente, potendo avere così tre o più nidiate annue, ciascuna comprendente una media di quattro cuccioli.

Solitamente, i cuccioli svezzati passano il primo inverno coi genitori, in modo tale da avere maggiori probabilità di sopravvivenza: non è raro, tuttavia, che sul finire dell'estate maschi e femmine si allontanino dal territorio natio per fondarsi un proprio territorio.

### Speranza di vita
La speranza di vita di questi animali in cattività, mantenendo temperature inferiori ai 18 °C, si rivela superiore ai cinque anni. In natura, il tasso di mortalità è elevatissimo e solo il 15% circa dei cuccioli riesce a sopravvivere al primo inverno: di questi, solo il 2% oltrepassa anche il secondo inverno.

## Distribuzione e habitat
Con quattro sottospecie (O. a. alpina, O. a. changaica, O. a. cinereofusca e O. a. sushkini), la specie è diffusa nell'Altaj, in Mongolia ed in Cina centro-settentrionale (province di Gansu e della Mongolia Interna.
Predilige le aree montuose ricoperte di vegetazione prativa e con radi alberi, ad altezze superiori ai 2000 m.